# جائزة كتالونيا الكبرى للدراجات النارية 2010
جائزة كتالونيا الكبرى للدراجات النارية 2010 هو سباق دراجات نارية أقيم بتاريخ 4 يوليو 2010 في حلبة دي كاتلونيا. كان الجولة السابعة من أصل 18 في سباق الجائزة الكبرى للدراجات النارية موسم 2010. فاز الإسباني خورخي لورنزو بفئة الموتو جي بي بينما جاء الإسباني داني بيدروسا في المركز الثاني وحصل على المركز الثالث الأسترالي كيسي ستونر.

## وصلات خارجية
- الموقع الرسمي